# Berta Weissberger
Berta Weissberger, po wojnie Berta Lauer lub też Betty Lauer (ur. 1 marca 1926 w Zabrzu) – amerykańsko-żydowska autorka wspomnień z czasów II wojny światowej, asystentka Sylwestra Brauna oraz autorka zdjęć z powstania warszawskiego.

## Życiorys

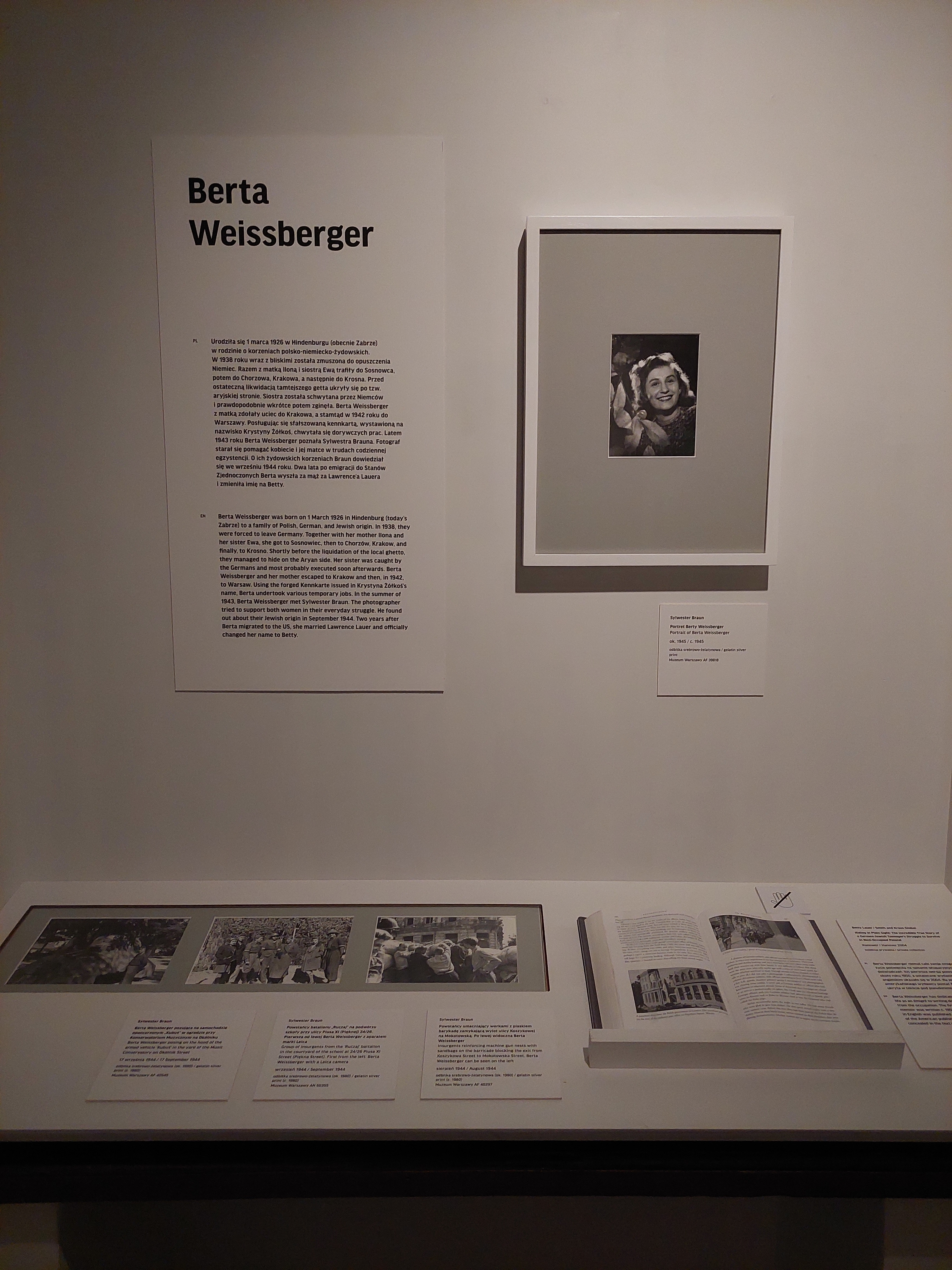
Fragment wystawy Sylwester "Kris' Braun - fotograf od powstania w Muzeum Warszawy poświęcony Bercie Weissberger, wrzesień 2024.

Była córką Oskara Weissbergera (1893–1976) i Ilony z domu David (1900–1995). Miała siostrę, Ewę (ur. 1921). Ojciec miał sklep z ubraniami męskimi, a matka była dentystką. Berta Weissberger urodziła się w Zabrzu (wówczas niemiecki Hindeburg), 1 marca 1926 (choć niekiedy pojawiają się także informacje, że urodziła się 1 marca 1923 lub w 1925 roku. Wychowała się w rodzinie niemiecko-żydowsko-węgierskiej, ale miała także polskie korzenie oraz rodzinę w Polsce. 
Od 1933 jej rodzice starali się o wyjazd z Niemiec, a w 1938 jej ojciec wyjechał do USA, gdzie starał się ściągnąć rodzinę. W tym samym roku w ramach Polenaktion została wraz z matką deportowana na granicę niemiecko-polską z zakazem powrotu do III Rzeszy. Po wysiedleniu, mieszkała u brata swojej matki w Sosnowcu, potem u krewnych Chorzowie, a następnie w Krakowie.

### Okupacja niemiecka
W trakcie okupacji niemieckiej początkowo przebywała u rodziców swojej matki w Bochni. Następnie wraz z matką i siostrą, wyjechała do Krosna, do siostry swojej matki, Reginy, która mieszkała tam sama z 8-letnim synem. W Krośnie przebywały wraz z matką do likwidacji tamtejszego getta. W tym czasie jej starsza siostra Ewa Weissberger została rozstrzelana lub wywieziona obozu zagłady.
Z Krosna uciekły na zachód do Szczucina i próbowały dojechać do Tarnowa. Ostatecznie znalazły się w Krakowie, gdzie Berta Weissberger podjęła pracę jako opiekunka w rodzinie SS-mana. W tym czasie posługiwała się fałszywymi dokumentami wystawionymi na nazwisko Krystyna Żółkoś. W związku z zagrożeniem dekonspiracją, w listopadzie uciekła wraz z matką do Warszawy. W Warszawie pracowała w szwalni przy ul. Mazowieckiej 5. W 1943 poznała fotografa Sylwestra Brauna.
Po wybuchu powstania warszawskiego przez pierwsze dni ukrywała się wraz z matką jako cywil w jednym ze schronów/piwnic. Następnie została zaangażowana przez Sylwestra Brauna, który był wówczas fotoreporterem działającym dla Biura Informacji i Propagandy Komendy Głównej Armii Krajowej w ramach Referatu Fotograficznego, na jego asystentkę. W tym czasie Berta Weissberger również wykonywała zdjęcia, a także została utrwalona na kilku zdjęciach wykonanych w trakcie powstania przez Brauna. Przed upadkiem powstania warszawskiego Braun i Weissberger ukryli aparaty fotograficzne i wszystkie negatywy w dwóch słojach typu wek w piwnicy budynku przy ul. Marszałkowskiej 53 i wydobyli je w lutym 1945 roku.

### Okres powojenny
Po wyzwoleniu zorganizowali studio fotograficzne w Świętochłowicach. W czerwcu 1946 roku Weissberger i Braun uciekli do Szwecji, ukryci pod pokładem statku transportującego węgiel. Ze Szwecji Weissberger wyjechała do USA, gdzie poślubiła prawnika Lawrence’a Lauera, pochodzącego z polsko-żydowskiej rodziny. Pobrali się w 1949.
W 2004 ukazała się jej książka wspomnieniowa pt. Hiding in Plain Sight: The Incredible True Story of a German-Jewish Teenager's Struggle to Survive in Nazi-occupied Poland.
W 2023 roku Piotr Głogowski z Muzeum Warszawy ustalił, że Berta Weissberger współpracowała z Sylwestrem Braunem w trakcie powstania warszawskiego i była autorką niektórych z przypisywanych mu dotychczas zdjęć, przechowywanych w zbiorach Muzeum Warszawy. W czerwcu 2024 odwiedziła Polskę i przekazała do Muzeum Warszawy odbitki zdjęć, które wykonała z Sylwestrem Braunem (on wcześniej przekazał Muzeum Warszawy negatywy).

## Wybrana bibliografia autorska
- Hiding in Plain Sight: The Incredible True Story of a German-Jewish Teenager's Struggle to Survive in Nazi-occupied Poland (Smith and Kraus, Hanover, 2004, ISBN:1-57525-249-6)